# 안디 크루스
안디 크루스 고메스(스페인어: Andy Cruz Gómez, 1995년 8월 12일~)는 쿠바의 권투 선수이다. 2020년 하계 올림픽 라이트급에서 금메달을 획득했으며, 세계 선수권 대회에서 3회 우승을 달성했다.